# Muriel Peneveyre
Muriel Peneveyre ist eine Schweizer Diplomatin. Sie war von 2019 bis 2023 Missionschefin sowie ausserordentliche und bevollmächtigte Schweizer Botschafterin in der Republik Aserbaidschan und in der Republik Turkmenistan, mit Sitz in Baku. Seit 2023 ist sie Chefin der Abteilung Eurasien im Staatssekretariat des Eidgenössischen Departements für auswärtige Angelegenheiten (EDA) in Bern.

## Werdegang
Muriel Peneveyre war stellvertretende Missionschefin in Paris, als sie im Dezember 2018 vom Schweizer Bundesrat zur ausserordentlichen und bevollmächtigten Botschafterin in der Republik Aserbaidschan und in der Republik Turkmenistan, mit Sitz in Baku, ernannt wurde. Sie trat dieses Amt im Juli 2019 an.
Eine ihrer ersten Reisen nach Amtsantritt führte sie im September 2019 in die Autonome Republik Nachitschewan.
Im Dezember 2022 wurde sie durch den Schweizer Bundesrat zur Chefin der Abteilung Eurasien im Staatssekretariat des EDA in Bern ernannt. Für die Ausübung dieser Funktion hat ihr der Bundesrat den Botschaftertitel verliehen.